# Keffelker Kapelle

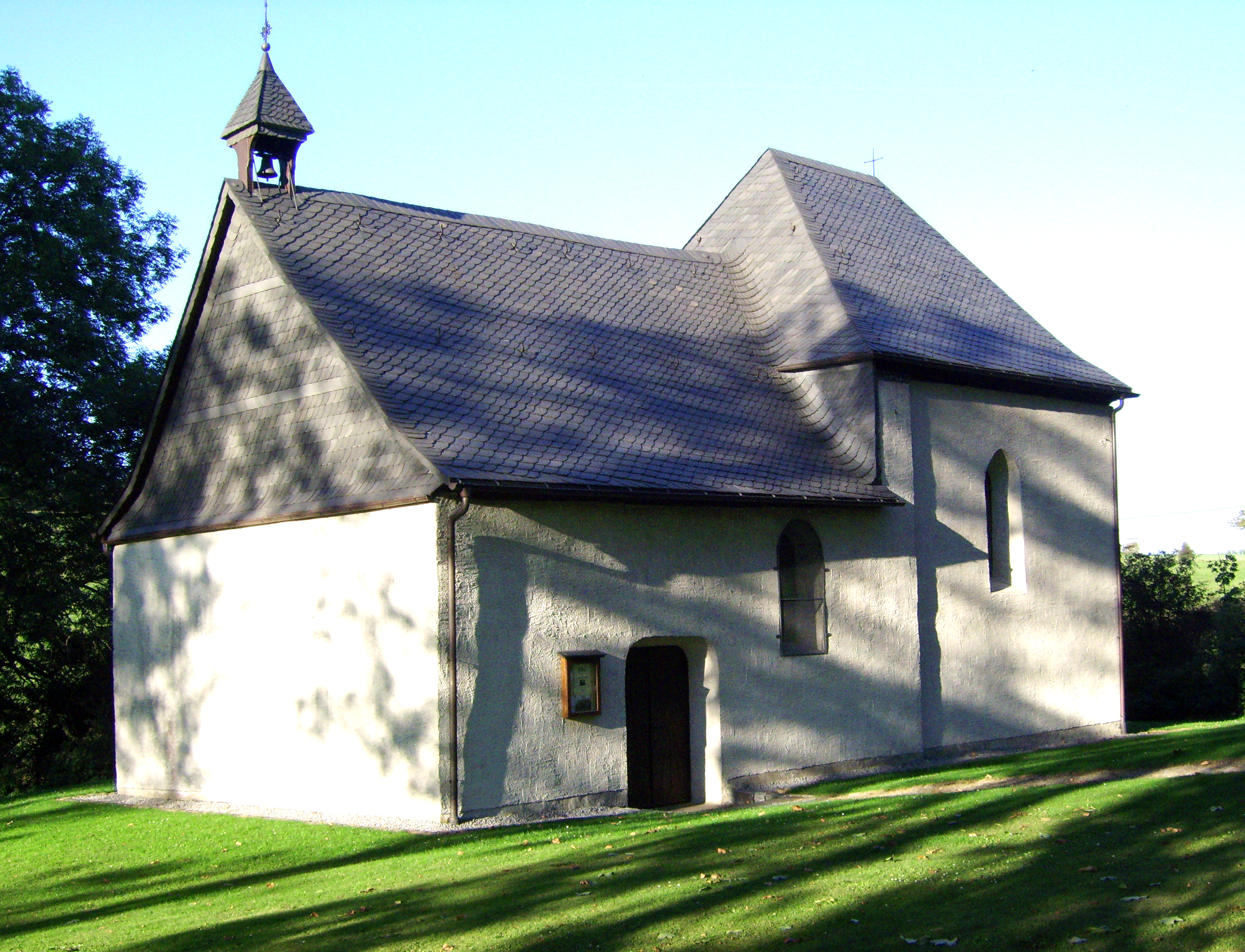
Keffelker Kapelle

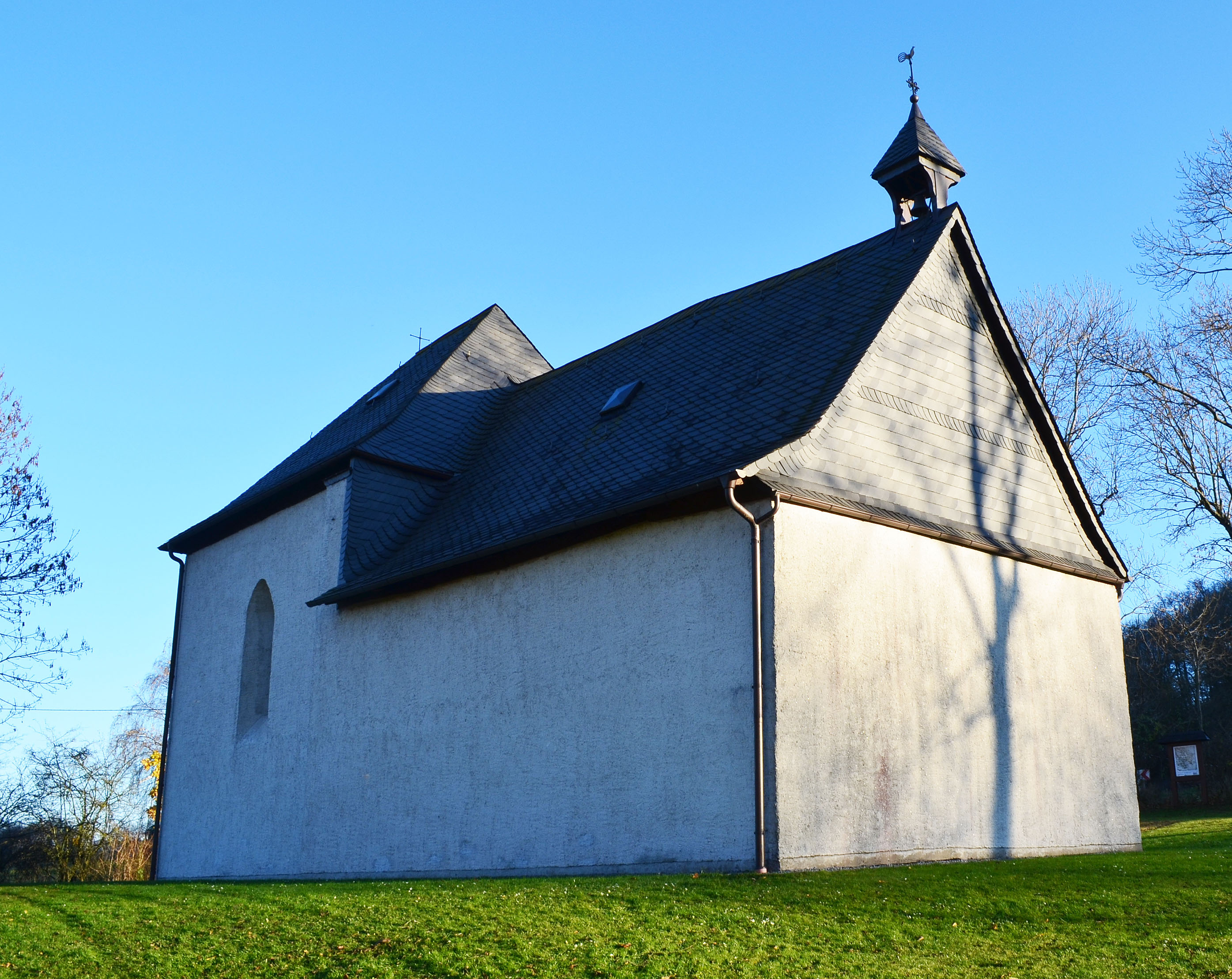
Rückansicht

Die Keffelker Kapelle bei Brilon ist letzter Überrest der wüst gefallenen Siedlung Keffelke, ursprünglich mit Caphlivun und später mit Kefflike bezeichnet. Sie ist dem Patrozinium des hl. Antonius Abt unterstellt.

## Geschichte und Architektur

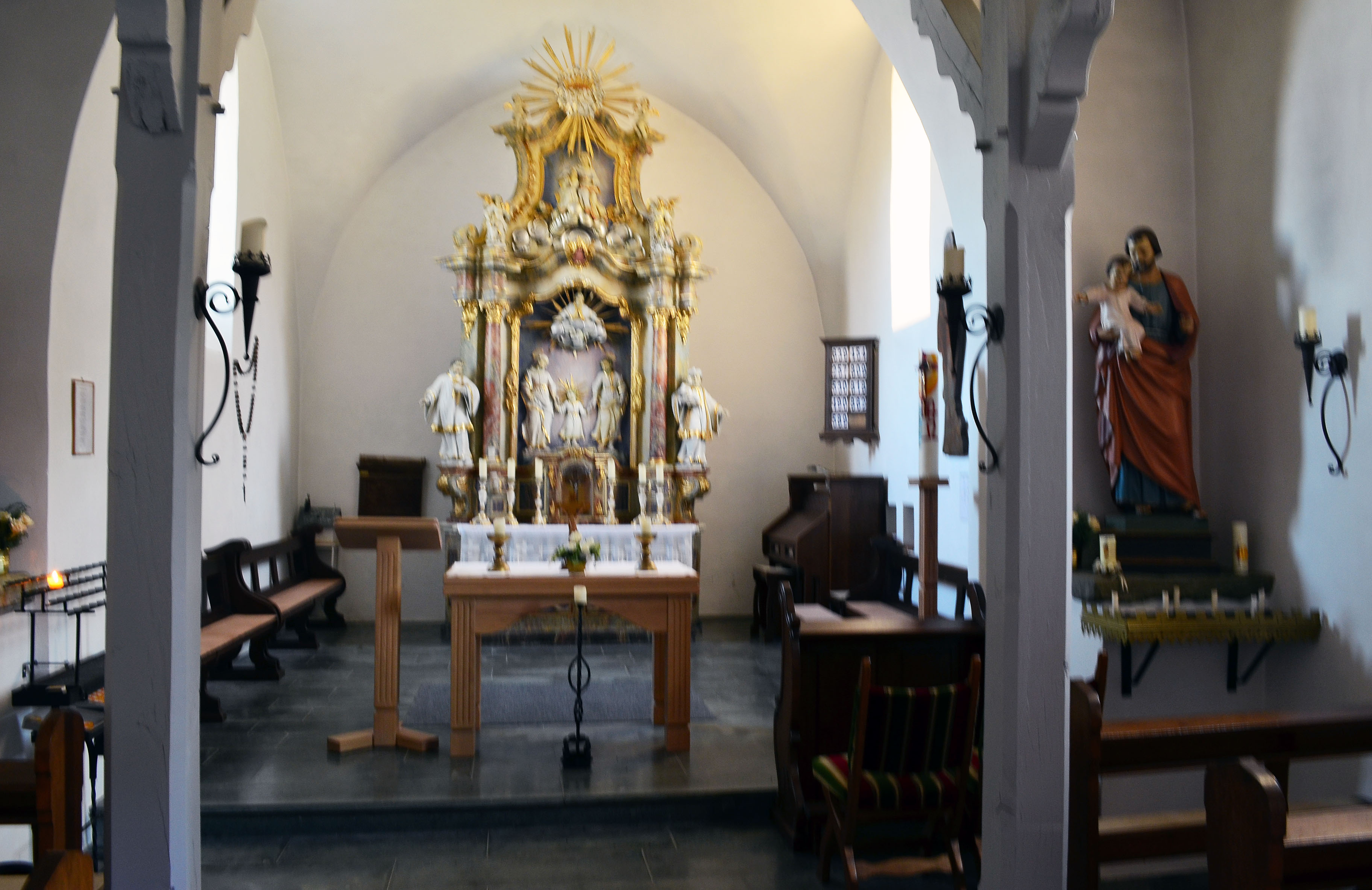
Blick durch die Kapelle

Der Kirchenbereich des mittelalterlichen Dorfes war Mittelpunkt, er war von einer Mauer umgeben. Die verfallene Mauer ist noch als Wall erkennbar. Rund um die Kirche war ein Friedhof angelegt, somit hatte sie vermutlich den Rang einer Pfarrkirche. Ein Priester Siffridus de keflike wurde 1279 in einer Urkunde als Zeuge genannt. 
Die Kapelle liegt fern von jeder Ansiedlung in der Landschaft direkt an der historischen Straße von Brilon nach Marsberg an der heutigen B7. Der Heimatforscher Christoph Becker fand bereits im 19. Jahrhundert heraus, dass es sich bei ihr um den Rest des Ortes Keffelke handelt.
Dass die Kapelle nicht wie in den meisten anderen Fällen zur Weiterverwendung der Steine abgebrochen wurde, ist ein glücklicher Umstand. Die Kapelle besteht aus zwei zu unterschiedlichen Zeiten errichteten Teilen. Der östliche Teil stammt wohl aus dem 14. Jahrhundert und wird heute als Chorraum genutzt. Aus neuerer Zeit stammt das westliche, flachgedeckte Kirchenschiff. Der Chor ist höher als das Schiff und hat eine Grundfläche von 7,3 m × 6,6 m. Er trägt ein spätmittelalterliches Kreuzgewölbe. Das Schiff ist ein einfacher rechteckiger Bau von 1582. Im Dachreiter hängt eine kleine Glocke.
Eine erste Abbildung der Kapelle stammt aus dem Jahr 1570. Noch heute finden in der Kapelle Gottesdienste statt. Für den Erhalt setzt sich ein Freundeskreis ein.

## Ausstattung
- Barockaltar

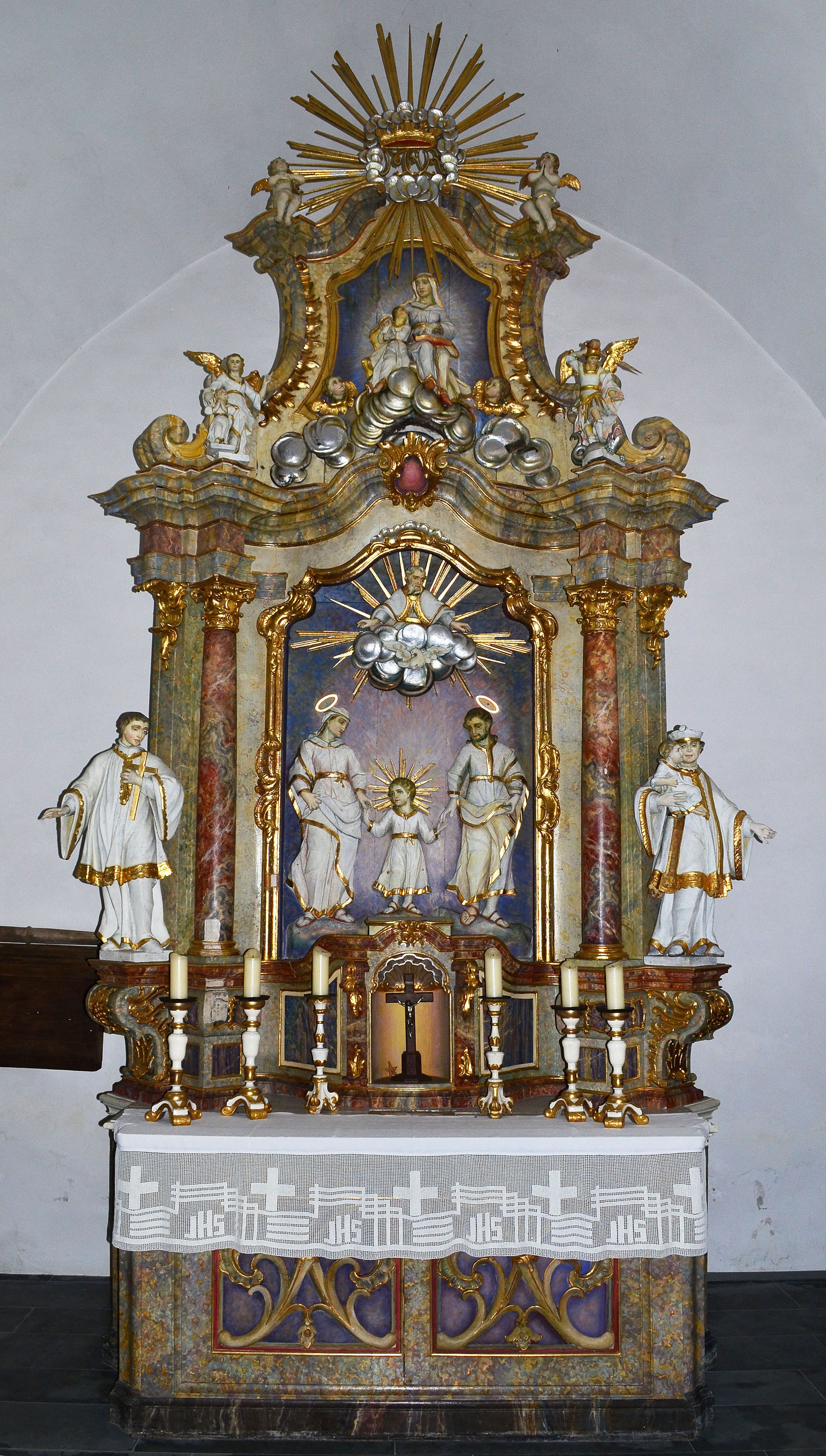
Der Barockaltar

Das Säulenretabel mit den Figuren der Heiligen Familie aus Holz wurde um 1750 angefertigt, es stammt nach einem Bericht der Briloner Zeitung von 1895, aus der Propsteikirche. Der Altar wurde nach einer umfangreichen Restaurierung 1880 in der Kapelle aufgebaut. Nach dem Zweiten Weltkrieg wurde er von dem Kirchenmaler Kaup neu gefasst. Im unteren Bereich des Aufsatzes stehen die Figuren des Aloysius von Conzage und des Antonius von Padua, beide tragen Chorkleidung. Aloysius trägt als Attribut ein Kreuz in der Hand, Antonius das Jesuskind. Die heilige Familie war ursprünglich namensgebend für den Jesus-Maria-Joseph Altar. Darüber sind in einer Wolke der Heilige Geist und Gottvater zu sehen. In der Mitte des oberen Teiles ist die Hl. Anna mit ihrer Tochter Maria, umgeben von Putten, dargestellt. Rechts und links davon stehen die Figuren der Erzengel Michael und Raphael. Der Altar ist von einem Strahlenkranz mit der Inschrift Maria bekrönt, rechts und links davon sitzt eine Putte.

### Sonstige Ausstattung

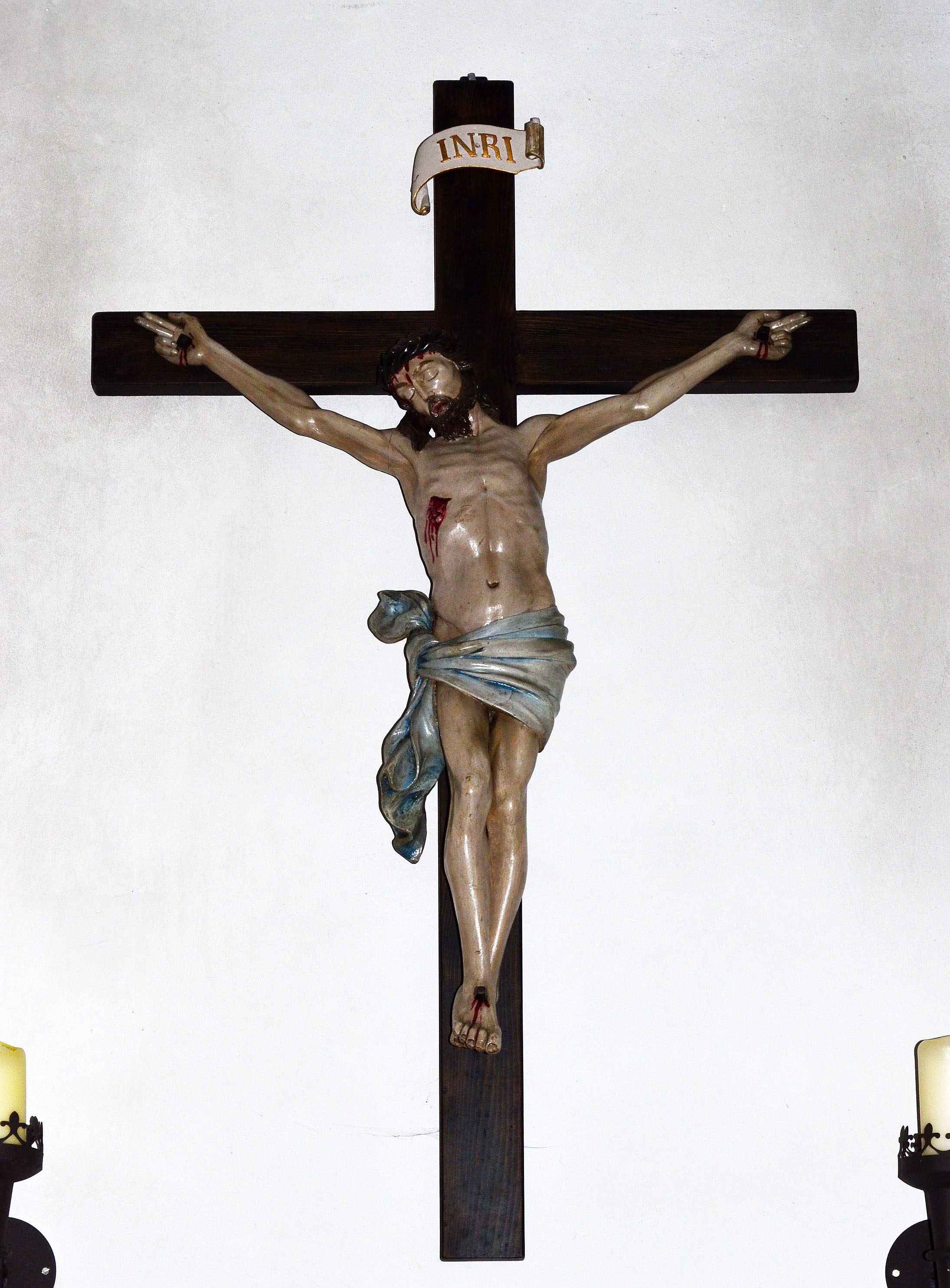
Kreuz an der Nordwand

- Dem Barockaltar ist ein Zelebrationsaltar aus Eichenholz vorgelagert, er wurde 2005 angefertigt.
- Die Kommunionbank ist aus der Zeit um 1770 bis 1780.[4]
- Zwölf schmiedeeiserne Kerzenhalter, die sogenannten Zwölfapostelleuchter dienen festlicher Beleuchtung.
- Die Herkunft der 1,30 Meter hohen Terrakottafigur des Hl. Antonius Eremit ist nicht überliefert. Sie steht, bekleidet mit Mönchskleidung auf einer Sandsteinplatte. Als Attribut trägt Antonius ein Buch mit der Aufschrift Pax und einen Stab in Kreuzform. Er ist auch der Patron der Haustiere, zu seinen Füßen steht ein mächtiger Keiler, das sogenannte Antoniusschwein.
- Die Figur des Hl. Petrus ist 1,40 Meter hoch, sie steht auf einer Grünsandsteinplatte. Alter und Herkunft der Figur sind nicht überliefert.
- Die Figur des Hl. Petrus ist aus Gips und 85 cm hoch. Sie ist mit den Attributen Bibel und Schlüssel ausgestattet. Die Figur ist eine Dauerleihgabe aus den Beständen des Erzbistums Paderborn.
- Die vierzehn Platten des Kreuzweges wurden bis 2004 auf dem Boden der Marienkapelle in der St. Petrus und Andreas Propsteikirche gelagert, sie wurden neu koloriert.
- Die 1,50 Meter hohen, gefassten Eichenholzbildtafeln, mit den Darstellungen des zum in den Himmel auffahrenden Christus und der Muttergottes hängen an der Südwand des Chores. Sie waren Teil eines Altares, der bis zum 19. Jahrhundert in der Kapelle stand. Reste sind noch links neben dem heutigen Altar erhalten.
- An der Nordwand des Chores hängt ein 1,20 Meter hohes Kreuz, das zuvor in der Propsteikirche aufbewahrt wurde. Es trägt die Zahl 1867.